# Амурски леминг
Амурски леминг (лат. Lemmus amurensis) је врста глодара (Rodentia) из породице хрчкова (Cricetidae).

## Распрострањење
Ареал врсте је ограничен на једну државу. Источна Русија је једино познато природно станиште врсте.

## Станиште
Станишта врсте су шуме, тундра и језера и језерски екосистеми.

## Начин живота
Годишњи број окота је просечно 2-4. Број младунаца у окоту варира од 3 до 9. Храни се углавном маховином.

## Угроженост
Ова врста није угрожена, и наведена је као последња брига јер има широко распрострањење.